# Charlie Baker
Pour les articles homonymes, voir Baker.
Charles Duane Baker, Jr., dit Charlie Baker, né le 13 novembre 1956 à Elmira (New York), est un homme d'affaires et homme politique américain, membre du Parti républicain et gouverneur du Massachusetts de 2015 à 2023.

## Biographie
Candidat républicain malheureux lors de l'élection du gouverneur du Massachusetts en novembre 2010, qui voit la réélection du démocrate Deval Patrick, Charlie Baker est finalement élu gouverneur le 4 novembre 2014 face à Martha Coakley et prend ses fonctions le 8 janvier 2015.
Lors de la campagne présidentielle de 2016, Baker refuse d'apporter son soutien au candidat républicain, Donald Trump
Baker est facilement réélu en novembre 2018 face au démocrate Jay Gonzalez (en).
Il annonce en septembre 2019 soutenir la procédure de destitution contre Donald Trump.
En décembre 2021, Baker annonce son intention de ne pas se présenter à un troisième mandat.Le 15 décembre 2022, la National Collegiate Athletic Association annonce avoir choisi Charlie Baker comme son nouveau président, à compter du 1er mars 2023.

## Historique électoral

### Gouverneur
| Année | Charlie Baker | Démocrate | Vert  | Indépendants |
| ----- | ------------- | --------- | ----- | ------------ |
| Année |               |           |       |              |
| 2010  | 42,1 %        | 48,5 %    | 1,4 % | 8,0 %        |
| 2014  | 48,4 %        | 46,5 %    | —     | 5,1 %        |
| 2018  | 66,6 %        | 33,1 %    | —     | 0,3 %        |